# Шантерсје
Шантерсје (фр. Champtercier) насеље је и општина у Француској у региону Прованса-Алпи-Азурна обала, у департману Горњопровансалски Алпи која припада префектури Дињ ле Бен.
По подацима из 2011. године у општини је живело 783 становника, а густина насељености је износила 42,76 становника/km². Општина се простире на површини од 18,31 km². Налази се на средњој надморској висини од 700 метара (максималној 1140 m, а минималној 587 m).

## Демографија
| 1962. | 1968. | 1975. | 1982. | 1990. | 1999. | 2011. |
| ----- | ----- | ----- | ----- | ----- | ----- | ----- |
| 154   | 163   | 285   | 363   | 527   | 693   | 783   |

График промене броја становника у току последњих година